# Kauppatori (Helsinki)
Kauppatori è la piazza del mercato di Helsinki, capitale della Finlandia. È, insieme alla vicina piazza del Senato, il luogo più noto della città.
La sua particolarità è quella di trovarsi affacciata sul Golfo di Finlandia, in particolare sul lato nord del porto meridionale di Helsinki. La piazza si apre sul prolungamento di uno dei grandi viali alberati della città, l'Esplanadi. Inoltre, è posizionata la fontana di Havis Amanda.
Caratteristici sono i numerosissimi banchetti che vendono pesce cotto da mangiare sul posto o frutta di stagione e funghi, oltre a souvenir di ogni genere. È il posto della città in cui è più facile incontrare i numerosi turisti che provengono da ogni parte del mondo.